# 茂田雅美
茂田 雅美（しげた まさみ、1946年9月8日 - ）は、日本の実業家。株式会社アスペン 代表取締役会長、株式会社東商会 代表取締役社長、
FACP アジア文化芸術交流促進会議 会長（2013年~2019年）、一般社団法人FACP日本 代表理事（会長）。

## 経歴
1946年、東京生まれ。早稲田大学政治経済学部を中退し渡米。 ワシントン州立大学等で学んだ後、1969年(株)東商会を設立。
2000年に代表取締役社長を務める(株)ARSに音楽事業部を増設し、(株)アスペンと改称し代表取締役会長に就任。
2019年、文化庁長官表彰

## その他役職
- FACP2014日本会議実行委員長
- アスペン音楽祭　評議委員
- ILF（インターナショナルリーダーシップフォーラム）ボードメンバー